# Ladoga puellula
Ladoga puellula är en fjärilsart som beskrevs av Hans Fruhstorfer 1909. Ladoga puellula ingår i släktet Ladoga och familjen praktfjärilar. Inga underarter finns listade i Catalogue of Life.